# Jassen (Kalusch)
Jassen (ukrainisch und russisch Ясень, polnisch Jasień) ist ein Dorf in der ukrainischen Oblast Iwano-Frankiwsk mit etwa 3500 Einwohnern (2001).

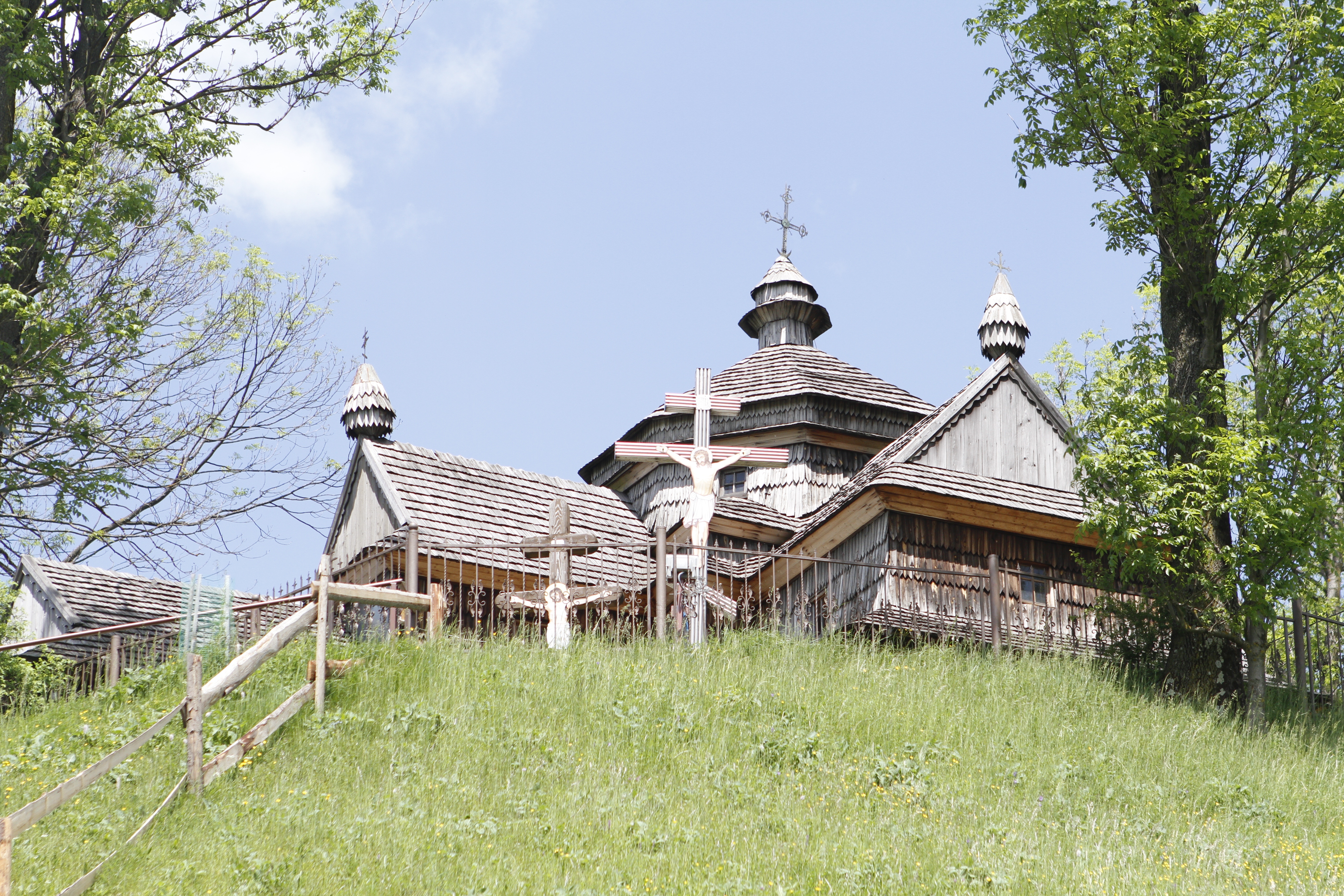
Kirche im Ort

Das erstmals in der zweiten Hälfte des 17. Jahrhunderts schriftlich erwähnte Dorf hatte 1880 2090 Einwohner.
Jassen liegt am Fuße der Waldkarpaten auf dem rechten Ufer der Limnyzja 26 km südlich vom ehemaligen Rajonzentrum Roschnjatiw und etwa 60 km südwestlich vom Oblastzentrum Iwano-Frankiwsk.
Durch die Ortschaft verläuft die Territorialstraße T–09–01. Im Dorf gibt es ein Museum zur Erinnerung an den größten Sohn des Ortes, den ukrainischen Dichter, Philologe und Ethnographen Iwan Wahylewytsch.
Am 12. Juni 2020 wurde das Dorf ein Teil der neu gegründeten Siedlungsgemeinde Perehinske im Rajon Roschnjatiw, bis dahin bildete es zusammen mit dem Dorf Lasy (Лази) und den Ansiedlungen Babske (Бабське), Pohar (Погар), Turiwka (Турівка) und Tscherepyna (Черепина) die gleichnamige Landratsgemeinde Jassen (Ясенська сільська рада/Jassenska silska rada) im Süden des Rajons.
Am 17. Juli 2020 wurde der Ort Teil des Rajons Kalusch.

## Söhne und Töchter der Ortschaft
- Iwan Wahylewytsch (1811–1866), Poet, Schriftsteller, Literaturhistoriker, Philologe und Geistlicher